# Qaidam

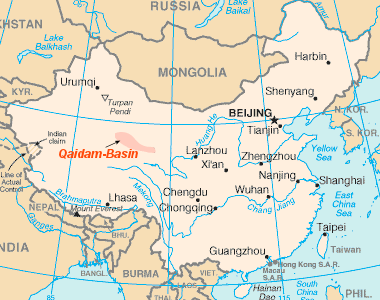
Posizione del bacino del Qaidam.

Il bacino del Qaidam (in cinese 柴达木盆地S, Cháidámù PéndìP, Ch'ai-ta-mu P'en-tiW), noto anche come bacino dello Tsaidam, situato nella sezione nord-orientale dell'altopiano del Tibet, occupa il settore nord-occidentale della provincia del Qinghai (Cina occidentale). Il bacino è cinto a sud dai torreggianti monti Kunlun - con molte vette nel settore occidentale che superano i 6000 m di quota - e a nord e a est dai sistemi montuosi degli Altun e dei Qilian; il passo Dangjin, che divide i monti Altun dai Qilian, costituisce l'unica via di accesso praticabile per la provincia del Gansu. Il passo si apre nella parte orientale del bacino del Qaidam attraverso l'area circostante il Koko Nor. Il bacino è considerevolmente meno elevato dell'altopiano del Tibet, situato a sud del sistema dei Kunlun; infatti la sua altitudine media è compresa tra i 2400 e i 3000 m.
Il bacino del Qaidam è quasi interamente zona dal drenaggio endoreico, con fiumi che scaricano le proprie acque nel Koko Nor o in uno dei numerosi laghi o paludi dalle acque salate dell'area centrale del bacino. La porzione nord-occidentale del bacino ospita un deserto vero e proprio. Un'altra area desertica è presente nel bacino sussidiario posto nel settore settentrionale, attorno al lago salino Suhai (Sugan). La palude salmastra di Qarhan nel centro del bacino è la più vasta distesa superficiale di sale della Cina: essa ricopre un'area di circa 1600 km² e lo strato di sale che la costituisce può raggiungere i 15 m di spessore. L'area ha un clima caratterizzato da inverni lunghi ed estremamente rigidi, grandi escursioni termiche e scarsissime precipitazioni - in essa cadono, infatti, meno di 100 mm di pioggia all'anno. Fatta eccezione per le zone desertiche e le paludi salmastre nel centro del bacino, il paesaggio è costituito da pianure ondulate ricoperte da rade erbe, ma le pendici delle montagne circostanti ospitano zone di buoni pascoli, in particolare al nord, dove i monti Altun e Qilian presentano anche alcune aree coperte di foreste, specialmente nei pressi del Koko Nor.

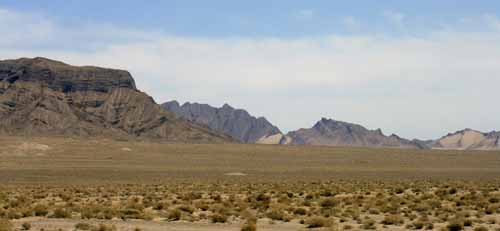
Paesaggio tipico di steppa subdesertica lungo il confine nord del bacino del Qaidam.

Fino alla metà del XX secolo, l'area del Qaidam era scarsamente popolata, e la maggior parte degli abitanti erano pastori specializzati nell'allevamento dei cavalli; la regione è rinomata anche per le sue pecore. A partire dalla seconda guerra mondiale, tuttavia, le ricchezze minerarie dell'area hanno attirato l'attenzione. Tra queste figurano vasti depositi di sale, potassa, vari minerali borati, e boro. Negli anni '50 un'imponente campagna di prospezioni geologiche condotta nell'area rivelò la presenza di ricche riserve di carbone e petrolio. Un certo numero di giacimenti petroliferi vengono tuttora sfruttati, in particolare nell'area di Mangnai nel settore occidentale del bacino. Una grande raffineria di petrolio è stata costruita a Lenghu, a sud-ovest del passo Dangjin, e un'altra è stata costruita a Mangnai. Vasti depositi di ferro sono stati trovati a Golmud, dove si è sviluppata un'industria chimica che utilizza materiali locali per produrre fertilizzanti su grande scala. Alla fine degli anni '70 la ferrovia che collega Lanzhou nel Gansu a Xining nel Qinghai è stata prolungata fino a Golmud, e nel 2006 è stata inaugurata una nuova linea ferroviaria tra Golmud e Lhasa nella Regione Autonoma del Tibet; nell'area si è sviluppata anche una fitta rete di autostrade. La regione è stata anche sede di esperimenti agricoli. Alcune delle aree marginali settentrionali e orientali sono state destinate alla coltivazione del frumento grazie all'impiego di irrigazione intensiva.